# Ângelo Antônio
Ângelo Antônio Carneiro Lopes (Curvelo, 4 de junho de 1964) é um ator brasileiro. Conhecido por seus papéis de carga dramática na televisão e no cinema, seu primeiro trabalho de maior repercussão foi como Alcides na telenovela Pantanal em 1990. Ele foi laureado ao longo de sua carreira de quatro décadas com várias premiações importantes, incluindo um Grande Otelo, dois Prêmios APCA e dois Prêmios Qualidade Brasil, além de ter recebido indicações para um Prêmio Guarani e dois Prêmios Shell.
Ângelo iniciou sua carreia no teatro em 1986 no espetáculo Aurora da Minha Vida. No entanto, foi na televisão que ele adquiriu maior destaque nacional. Seu primeiro trabalho foi na pele do peão vingativo Alcides em Pantanal, da Rede Manchete, papel que lhe rendeu o Prêmio APCA de Melhor Revelação Masculina. Em seguida, foi contratado pela TV Globo, onde desempenhou papéis importantes em diversas produções, como Beija Flor em O Dono do Mundo (1991), Adelmo em Suave Veneno (1999), Edmundo em O Cravo e a Rosa (2000) e Dr. Eduardo em Alma Gêmea (2005).
No cinema, desempenhou papéis importantes, sobretudo em filmes de drama biográfico, ganhando elogios da crítica. Estreou na sétima arte em 1998 no filme Bella Donna no papel do pescador Tonho. Protagonizou o drama O Tronco e interpretou Curupira em No Coração dos Deuses, em 1999. Mas, foi em Dois Filhos de Francisco que recebeu aclamação da crítica, recebendo os prêmios de melhor ator pela APCA e pelo Grande Otelo da Academia Brasileira de Cinema. Ainda se destacou no drama biográfico Chico Xavier (2011), na pele do protagonista-título, Entre Vales (2012), À Beira do Caminho (2012), Entre Irmãs (2017) e O Clube dos Anjos (2023).
No teatro, seus trabalhos mais famosos foram nas montagens A Cerimônia do Adeus e O Despertar da Primavera, ambas em 1988, Tâmen - A Inconfidência (1989), Não Flor, Nem Fera (1992) A Lista de Alice (1998), pela qual foi nomeado ao Prêmio Shell de Melhor Ator, A Prova (2002) e O Continente Negro (2007), trabalho esse que lhe rendeu sua segunda indicação ao Prêmio Shell de Melhor Ator.

## Biografia
Ângelo se mudou para São Paulo em 1984onde começou a estudar teatro no CPT - Centro de Pesquisa Teatral de Antunes Filho. Logo após entrou na EAD - Escola de Arte Dramática - da USP, onde, com Gabriel Villela, realizou a sua primeira peça teatral chamada Aurora da Minha Vida em 1986. Dois anos e meio depois, recebeu um convite de Ulysses Cruz para participar do grupo Boi Voador, realizando obras como Despertar da Primavera. Depois veio A Cerimônia do Adeus de Ulysses Cruz, obra vencedora do Prêmio APCA. Em 1989 destaca-se em Tamen - A Inconfidência de Paulo Afonso Grisolli, onde interpreta vários personagens, sendo classificado pela crítica carioca, como um ator moderno, com um timbre absolutamente novo no palco. Seguiram-se Não Flor Nem Fera de Angela Barros, A Lista de Alice de Elias Andreato; monólogo indicado ao Prêmio Shell, A Prova e O Continente Negro, ambos de Aderbal Freire Filho, neste último o ator interpretou vários personagens, espetáculo elogiado pela crítica teatral Barbara Heliodora, e pelo qual o ator concorreu ao Prêmio Shell e Prêmio Contigo! de teatro.
Em 1990 integra o elenco da novela Pantanal na extinta Rede Manchete, que lhe valeu o prêmio de revelação masculina da TV pela APCA. No ano seguinte, ainda na TV Manchete, faz a minissérie O Farol. Em 1991 o ator chegou a gravar ao mesmo tempo, duas produções por emissoras diferentes, a Manchete e a Globo. Enquanto terminava a sua participação na minissérie O Farol, já participava das primeiras gravações de O Dono do Mundo da Rede Globo. Em O Dono do Mundo dá vida ao personagem Beija-Flor, um de seus principais trabalhos na televisão. Participa ainda de alguns episódios do programa interativo Você Decide até 1993.
Em 1992 participou de uma causa dos posseiros de terra em Redenção, no Amazonas. Ainda em 1992, participou no mês de abril, da encenação da Paixão de Cristo em Nova Jerusalém, onde ele deu vida a um apóstolo.
Em 1994 retornou à Rede Manchete, onde participou de 74.5: Uma Onda no Ar. Ainda em 1994 gravou Sombras de Julho, uma coprodução da TV Cultura com o Banco Nacional exibido em formato de minissérie pela própria TV Cultura em quatro capítulos em janeiro de 1995. Em 1996 a produção foi transformada em longa-metragem e lançada no cinema.
No ano de 1995 voltou a TV Globo, onde integrou o elenco de Engraçadinha: Seus Amores e Seus Pecados.
Entre 1997 e 1998 se apresentou no teatro no monólogo "A Lista de Alice", baseado no romance do sociólogo Betinho. A sua atuação lhe rendeu uma indicação ao Prêmio Shell de melhor ator.
Em 1999, depois de oito anos, participou novamente de uma novela das oito; Suave Veneno, na qual interpretou um ex-presidiário que acaba por se envolver com a principal vilã da telenovela, protagonizando cenas ardentes com Letícia Spiller. Na trama, o personagem Maria Regina nutre uma paixão obsessiva por Adelmo.
Durante a década de 1990 participou da "Ação da Cidadania" do sociólogo Betinho que promovia as campanhas "Natal sem Fome" e "Fome de Bola", neste último, artistas disputavam partidas de futebol com o intuito de arrecadar alimentos para os necessitados.
Em 2000, destacou-se em O Cravo e a Rosa como o tímido professor Edmundo, tendo como par romântico Leandra Leal. Em 2003, participou da minissérie A Casa das Sete Mulheres e, em 2004, de outra minissérie, Um Só Coração.
Retornou a TV em 2005 na novela Alma Gêmea, uma das maiores audiências do horário das seis. Em 2006, atuou em Páginas da Vida, e em 2007, em Duas Caras. Em 2008, participou do seriado Casos e Acasos. Em 2009, faz par romântico com Paula Burlamaqui em Cama de Gato. Em 2010, fez uma participação especial em Araguaia e no seriado As Cariocas. No ano seguinte, outra novela, A Vida da Gente. Em 2012, participa de um dos episódios de As Brasileiras e, em 2013, interpreta um monge budista em Joia Rara.
No cinema, participou de filmes como Bela Donna (1998) e O Tronco (1999). Em 2005, se destacou ao interpretar o pai de Zezé Di Camargo e Luciano em 2 Filhos de Francisco, recebendo o prêmio de melhor ator, pela APCA (Associação Paulista dos Críticos de Arte) e da Academia Brasileira de Cinema. Em 2010, voltou a se destacar no filme Chico Xavier, onde interpreta o personagem título em sua fase jovem.
Em 2011 gravou Entre Vales, lançado em circuito comercial em 2014, filme independente no qual interpretou o principal personagem. Participou de Deserto Azul, filme independente de ficção científica dirigido por Éder Santos. Ainda no cinema, participou de Encantados, filme de Tizuka Yamazaki, lançado no circuito de festivais em 2014.
Entre 2013 e 2015 participou das produções da TV Globo Joia Rara, onde interpretou um monge, e raspou o cabelo para compor o personagem. A minissérie A Teia, na qual atuou ao lado de João Miguel em um suspense policial. Em 2015, como Vicente, fez par romântico com Débora Bloch e Eline Porto na novela das seis, Sete Vidas.
Em 2015, em uma nova versão da Escolinha do Professor Raimundo, produzida pelo Canal Viva, Ângelo Antônio encarnou o personagem Joselino Barbacena, interpretado na década de 1990 por Antônio Carlos Pires. Já no cinema, participou do filme A Floresta Que Se Move de Vicente Coimbra, lançado em novembro de 2015, pelo qual obteve sua quarta indicação ao Grande Prêmio do Cinema Brasileiro na categoria melhor ator coadjuvante.
No carnaval carioca de 2016, desfilou pela Imperatriz Leopoldinense em um carro alegórico ao lado da atriz Dira Paes. Naquele ano a escola homenageou a dupla Zezé Di Camargo & Luciano. Ângelo e Dira deram vida aos pais dos cantores no cinema.
Deu vida a um motorista de ônibus na minissérie Justiça que estreou em agosto de 2016, onde fez par romântico com Adriana Esteves.
Em 2017 participou de Malhação: Viva a Diferença, fazendo par romântico com Malu Galli pela segunda vez em telenovelas da TV Globo. Em 2011 ambos viveram um casal em A Vida da Gente. Ainda em 2017, integrou o elenco do filme Entre Irmãs, que em janeiro de 2018 foi exibido em formato de minissérie pela TV Globo.
Entre 2018 e 2019 atua em Espelho da Vida, novela das seis que estreou em 25 de setembro de 2018 na TV Globo. Seu personagem realiza trabalhos artísticos em madeira e é casado com Ana (Júlia Lemmertz) e tem ciúmes de Américo (Felipe Camargo).

## Vida pessoal
Foi casado com a atriz Letícia Sabatella. Os dois se conheceram nas gravações da telenovela O Dono do Mundo em 1991 e se casaram no mesmo ano. Em janeiro de 1993, fruto deste casamento, nasce prematuramente Clara, aos cinco meses e fica internada por três meses na UTI do Hospital Mater Dei, em Belo Horizonte. O casal separou-se em 2003. Posteriormente, o ator relacionou-se com as atrizes Vitória Frate, Juliana Didone e Andreia Horta. É torcedor declarado do Cruzeiro Esporte Clube.

## Comenda

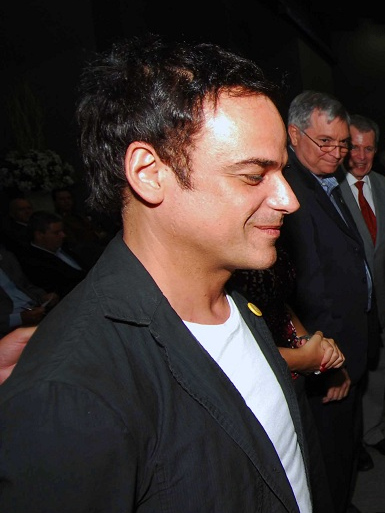
O ator recebendo a comenda Chico Xavier

Em março de 2010, recebeu a Comenda da Paz Chico Xavier das mãos do então governador de Minas Gerais, Aécio Neves.

## Filmografia

### Televisão
| Ano       | Título                                   | Personagem                          | Nota                                                                                        |
| --------- | ---------------------------------------- | ----------------------------------- | ------------------------------------------------------------------------------------------- |
| 1990      | Pantanal                                 | Alcides                             |                                                                                             |
| 1991      | O Farol                                  | Zoroastro                           |                                                                                             |
| 1991–1992 | O Dono do Mundo                          | Guilherme Nogueira (Beija-Flor)     |                                                                                             |
| 1993      | Caso Especial                            | João                                | Episódio: "O Besouro e a Rosa"                                                              |
| 1993–1995 | Você Decide                              | Quinho                              | Episódio: "Em Nome do Pai"                                                                  |
| 1993–1995 | Você Decide                              | Motorista                           | Episódio: "O Homem Errado"                                                                  |
| 1993–1995 | Você Decide                              | Lourival Antunes (jovem)            | Episódio: "O Grande Homem"                                                                  |
| 1994      | 74.5: Uma Onda no Ar                     | Miguel                              |                                                                                             |
| 1995      | Sombras de Julho                         | Jaime                               |                                                                                             |
| 1995      | Engraçadinha: Seus Amores e Seus Pecados | Sílvio                              |                                                                                             |
| 1996      | Uma Professora Muito Maluquinha          | Padre Beto                          |                                                                                             |
| 1996–2000 | Você Decide                              |                                     | Episódios: "Francisco" "Assassino em Potencial" "O Marido Fantasma" "Uma Lição das Arábias" |
| 1997      | A Justiceira                             | Rafael                              |                                                                                             |
| 1999      | Suave Veneno                             | Adelmo Alencar                      |                                                                                             |
| 2000–2001 | O Cravo e a Rosa                         | Prof. Edmundo das Neves             |                                                                                             |
| 2001–2002 | Brava Gente                              | Teodoro                             | Episódio: "A Sonata"                                                                        |
| 2001–2002 | Brava Gente                              | Juvenal                             | Episódio: "Armas e Corações"                                                                |
| 2001–2002 | Brava Gente                              | Santos Dumont                       | Episódio: "Bilac Vê Estrelas"                                                               |
| 2001–2002 | Brava Gente                              | Armando                             | Episódio: "Cremilda e o Fantasma"                                                           |
| 2001–2002 | Brava Gente                              | Dr. Tolentino                       | Episódio: "Ana Neri"                                                                        |
| 2002      | Sítio do Picapau Amarelo                 | Mário Machado                       | Episódio: "Memórias da Emília"                                                              |
| 2002      | Retrato Falado                           | Marcos Evangelista de Morais (Cafú) | Episódio: "Regina de Morais"                                                                |
| 2003      | A Casa das Sete Mulheres                 | Tito Livio Zambeccari               |                                                                                             |
| 2004      | Um Só Coração                            | Madiano Mattei                      |                                                                                             |
| 2004      | Histórias de Cama e Mesa                 | Miguel                              |                                                                                             |
| 2005–2006 | Alma Gêmea                               | Dr. Eduardo Pestana                 |                                                                                             |
| 2006–2007 | Páginas da Vida                          | Miroel Saraiva                      |                                                                                             |
| 2006      | A Grande Família                         | Menezes                             | Episódio: "O Crápula"                                                                       |
| 2007–2008 | Duas Caras                               | Dorgival Correia                    |                                                                                             |
| 2008      | Casos e Acasos                           | Rogério                             | Episódio: "A Nova Namorada, o Chefe e o Dia Fértil"                                         |
| 2008      | Casos e Acasos                           | Fábio                               | Episódio: "A Ciumenta, o Ciumento e o Ciúme"                                                |
| 2008      | Faça Sua História                        | Frei Marcos                         | Episódio: "Em Nome dos Filhos"                                                              |
| 2009–2010 | Cama de Gato                             | Davi Brandão                        |                                                                                             |
| 2010      | As Cariocas                              | Carlinhos                           | Episódio: "A Noiva do Catete"                                                               |
| 2010–2011 | Araguaia                                 | Delegado Geraldo Lutti Filho        |                                                                                             |
| 2011–2012 | A Vida da Gente                          | Marcos Prates                       |                                                                                             |
| 2012      | As Brasileiras                           | Samuel                              | Episódio: "A Mascarada do ABC"                                                              |
| 2013–2014 | Joia Rara                                | Tenpa Ningpo                        |                                                                                             |
| 2014      | A Teia                                   | Luiz Germano                        |                                                                                             |
| 2015–2019 | Escolinha do Professor Raimundo          | Joselino Barbacena                  |                                                                                             |
| 2015      | Sete Vidas                               | Vicente Martins Vieira              |                                                                                             |
| 2016      | Justiça                                  | Waldir do Nascimento                |                                                                                             |
| 2016      | Segredos de Justiça                      | Gerônimo                            | Episódio: "O Que Os Olhos Não Veem"                                                         |
| 2017–2018 | Malhação: Viva a Diferença               | Luís Becker                         |                                                                                             |
| 2018–2019 | Espelho da Vida                          | Flávio de Castro                    |                                                                                             |
| 2018–2019 | Espelho da Vida                          | Padre Luiz                          |                                                                                             |
| 2019      | Hebe                                     | Sigesfredo Monteiro Camargo (jovem) |                                                                                             |
| 2021      | Segunda Chamada                          | Hélio Guimarães                     | Temporada 2                                                                                 |
| 2021      | Verdades Secretas II                     | Sandoval Borelli                    | Episódios: "46–50"                                                                          |
| 2022–2023 | Todas as Flores                          | Samsa Mondego                       |                                                                                             |
| 2023      | Histórias (Im)Possíveis                  | Sérgio                              | Episódio: "Falas Femininas"                                                                 |
| 2023–2024 | Terra e Paixão                           | Andrade Amorim                      |                                                                                             |
| 2023      | A Vida pela Frente                       | Márcio Cavalcante                   |                                                                                             |
| 2023      | Detetives do Prédio Azul                 | José Laranjeira                     | Episódio: "Saudade Animal"                                                                  |
| 2024–2025 | Mania de Você                            | Nahum Salama                        |                                                                                             |

### Cinema
| Ano  | Título                     | Personagem                 |
| ---- | -------------------------- | -------------------------- |
| 1998 | Bela Donna                 | Tonho                      |
| 1999 | O Tronco                   | Vicente Lemos              |
| 1999 | No Coração dos Deuses      | Curupira                   |
| 2005 | Cavalhadas de Pirenópolis  | Cavaleiro Mascarado        |
| 2005 | 2 Filhos de Francisco      | Francisco José de Camargo  |
| 2006 | Batismo de Sangue          | Frei Oswaldo               |
| 2009 | Sonhos Roubados            | Seu Germano                |
| 2010 | Chico Xavier               | Chico Xavier (1931 - 1959) |
| 2010 | Não Se Pode Viver sem Amor | Pedro                      |
| 2011 | Amor?                      | Lineu                      |
| 2012 | Entre Vales                | Vicente/Antônio            |
| 2012 | À Beira do Caminho         | Afonso                     |
| 2013 | Deserto Azul               | Ele                        |
| 2014 | Encantados                 | Mundico                    |
| 2015 | A Floresta que se Move     | César                      |
| 2017 | Entre Irmãs                | Dr. Eronildes              |
| 2020 | O Clube dos Anjos          | Abel                       |
| 2024 | Oeste Outra Vez            | Toto                       |

## Teatro
| Ano  | Título                   | Diretor                |
| ---- | ------------------------ | ---------------------- |
| 1986 | Aurora da Minha Vida     | Gabriel Villela        |
| 1988 | A Cerimônia do Adeus     | Ulysses Cruz           |
| 1988 | O Despertar da Primavera | Ulysses Cruz           |
| 1989 | Tamen - A Inconfidência  | Paulo Affonso Grisolli |
| 1992 | Não Flor, Nem Fera       | Ângela Barros          |
| 1997 | A Lista de Alice         | Elias Andreato         |
| 2002 | A Prova                  | Aderbal Freire Filho   |
| 2007 | O Continente Negro       | Aderbal Freire Filho   |

## Prêmios e indicações
| Ano  | Associações                                   | Categoria                                | Nomeações                  | Resultado | Ref    |
| ---- | --------------------------------------------- | ---------------------------------------- | -------------------------- | --------- | ------ |
| 1991 | Prêmio APCA de Televisão                      | Melhor Revelação Masculina da Teelvisão  | Pantanal                   | Venceu    | [ 1 ]  |
| 1998 | Prêmio Shell de Teatro                        | Melhor Ator                              | A Lista de Alice           | Indicado  | [ 13 ] |
| 2005 | Prêmio Qualidade Brasil - RJ                  | Cinema: Melhor Ator                      | 2 Filhos de Francisco      | Venceu    | [ 1 ]  |
| 2005 | Prêmio Qualidade Brasil -SP                   | Cinema: Melhor Ator                      | 2 Filhos de Francisco      | Venceu    | [ 1 ]  |
| 2005 | Prêmio Guarani de Cinema Brasileiro           | Melhor Ator                              | 2 Filhos de Francisco      | Indicado  | [ 50 ] |
| 2006 | Prêmio APCA de Cinema                         | Melhor Ator de Cinema                    | 2 Filhos de Francisco      | Venceu    | [ 1 ]  |
| 2006 | Prêmio Contigo! de Cinema Nacional            | Melhor Ator (prêmio do público)          | 2 Filhos de Francisco      | Venceu    | [ 1 ]  |
| 2006 | Prêmio Contigo! de Cinema Nacional            | Melhor Ator (prêmio do júri)             | 2 Filhos de Francisco      | Indicado  | [ 1 ]  |
| 2007 | Grande Prêmio do Cinema Brasileiro            | Melhor Ator                              | 2 Filhos de Francisco      | Venceu    | [ 1 ]  |
| 2007 | Prêmio Shell de Teatro                        | Melhor Ator                              | O Continente Negro         | Indicado  | [ 6 ]  |
| 2007 | Prêmio Contigo! de Teatro                     | Melhor Ator                              | O Continente Negro         | Indicado  | [ 7 ]  |
| 2010 | Prêmio Contigo! de Cinema Nacional            | Melhor Ator Coadjuvante (prêmio do júri) | Sonhos Roubados            | Indicado  | [ 1 ]  |
| 2011 | Grande Prêmio do Cinema Brasileiro            | Melhor Ator                              | Chico Xavier               | Indicado  | [ 1 ]  |
| 2011 | Prêmio Qualidade Brasil                       | Televisão: Melhor Ator de Minissérie     | Chico Xavier               | Indicado  | [ 1 ]  |
| 2011 | Prêmio Contigo! de Cinema Nacional            | Melhor Ator Coadjuvante (prêmio do júri) | Não Se Pode Viver sem Amor | Indicado  | [ 1 ]  |
| 2013 | Grande Prêmio do Cinema Brasileiro            | Melhor Ator Coadjuvante                  | À Beira do Caminho         | Indicado  | [ 1 ]  |
| 2013 | Festival Ibero-americano de Cinema de Sergipe | Melhor Ator                              | Entre Vales                | Venceu    | [ 51 ] |
| 2016 | Grande Prêmio do Cinema Brasileiro            | Melhor Ator Coadjuvante                  | A Floresta Que Se Move     | Indicado  | [ 1 ]  |
| 2022 | Festival de Cinema de Gramado                 | Melhor Ator Coadjuvante                  | O Clube dos Anjos          | Indicado  | [ 52 ] |
| 2023 | Prêmio ArteBlitz de Novela                    | Melhor Ator Vilão                        | Terra e Paixão             | Indicado  | [ 53 ] |